# Sabiniano (usurpador romano)
Sabiniano (em latim: Sabinianus) foi o líder de uma revolta contra o imperador romano Gordiano III na África. Ele se auto-proclamou imperador, mas, depois de ser derrotado pelo governador da Mauritânia, seus aliados em Cartago se renderam às forças imperiais.